# Eschweilera perumbonata
Eschweilera perumbonata là một loài thực vật có hoa trong họ Lecythidaceae. Loài này được Pittier mô tả khoa học đầu tiên năm 1938.